# 扁穗莞属
扁穗莞属（学名：Blysmus）又名扁穗草属，是莎草科下的一个属，为多年生草本植物。该属共有4种，分布于北半球温带。

## 形态特征
扁穗草属植物通常具匍匐的根状茎。茎秆多为三棱形，具有明显的棱角，可能有节或无节。叶片通常为基生或秆生，质地坚硬，常呈现叶状，总苞叶片明显。
花序为穗状，顶生于茎秆之上。小穗通常呈二列或接近二列排列，每个小穗内含有少数两性花。雄蕊数量为3枚，花柱基部不膨大，易于脱落，柱头为2裂。
果实为小坚果，通常呈平凸状。小坚果下方的刚毛可能发育良好，也可能未发育完全。

## 下属物种
该属共有4种：
- 扁穗草 Blysmus compressus (L.) Panz. ex Link
- Blysmus mongolicola Kitag.
- 内蒙古扁穗草 Blysmus rufus (Huds.) Link
- 华扁穗草Blysmus sinocompressus Tang & F.T.Wang
  - 华扁穗草模式变种Blysmus sinocompressus var. sinocompressus
  - 节秆扁穗草 Blysmus sinocompressus var. nodosus
  - 细叶扁穗草 Blysmus sinocompressus var. tenuifolius